# علی‌اکبر فیاض
علی‌اکبر مجیدی فیّاض (۱۲۷۷–۱۳۵۰) معروف به علی‌اکبر فیّاض، مصحح و استاد ادبیات فارسی و بنیانگذار دانشکدهٔ ادبیات و علوم انسانی دانشگاه فردوسی مشهد بود. چشمگیرترین کار او تصحیح تاریخ بیهقی بوده‌است.

## زندگی
علی‌اکبر فیاض در سال ۱۲۷۷ هجری خورشیدی در خانواده‌ای از سادات شهیدی مشهد به دنیا آمد و در کودکی با آموختن قرآن و مقدمات زبان عربی نزد پدرش، سید عبدالمجید ثقةالاسلام، پرورش یافت و پس از تحصیل علوم قدیمه و تبحریافتن در علوم معقول و منقول به جای پدر خادم باشی کشیک اول آستان قدس رضوی گشت. در سال ۱۳۰۷ خورشیدی ریاست دبیرستان شاهرضا از طرف آستان رضوی به او سپرده شد و در سال ۱۳۱۴ خورشیدی به عنوان نخستین رئیس مؤسسه دانشسرای عالی منصوب شد.
در سال ۱۳۱۶ خورشیدی پس از شرکت در امتحانات دوره ابتدایی و دبیرستان، وارد دانشگاه تهران شد و در کتابخانه دانشکده ادبیات و دانشسرای عالی به کتابداری پرداخت و در سال ۱۳۲۲ به مدرک دکتری در زبان و ادبیات فارسی رسید و به استادی ملل و نِحَل در دانشکدهٔ معقول و منقول دانشگاه تهران برگزیده شد.
وی چهار دوره نماینده مشهد در مجلس شورای ملی بود و در زمانی که قاسم غنی سفیر ایران در قاهره بود به مصر رفت و در دانشگاه فاروق به تدریس زبان و ادبیات فارسی و ایراد سخنرانی‌هایی دربارهٔ شعر فارسی و تمدن اسلامی پرداخت.
در ۱۳۳۳ دانشکدهٔ ادبیات مشهد را به دستور وزارت فرهنگ بنیان نهاد و به مدت نُه سال ریاست آن دانشکده را بر عهده داشت و در آنجا تدریس کرد و پس از آن به تهران برگشت و مدیریت گروه ادیان و مذاهب دانشکدهٔ الاهیات و معارف اسلامی را برعهده گرفت و با بازنشستگی‌اش در سال ۱۳۴۶ به مشهد بازگشت.
در ۱۳۴۷ برای انجام معالجاتی به سوئیس رفت و مدتی در آنجا اقامت گزید و در بهمن ۱۳۴۹ به دعوت دانشگاه مشهد به تدریس پرداخت تا اینکه در ۴ شهریور ۱۳۵۰ درگذشت و در آستان قدس رضوی به خاک سپرده شد. تصحیح او از تاریخ بیهقی پس از مرگش توسط چاپخانه دانشگاه مشهد منتشر شد.

## مقالات و فعالیت‌های ادبی
علی‌اکبر فیاض که مدتی ریاست انجمن ادبی بهار و ریاست هیئت تحریریه مجله آستان قدس رضوی را بر عهده داشت، نایب رئیس انجمن قلم خراسان نیز بود و در انجمن ادبی مشهد و انجمن ادبی ایران شرکت می‌کرد. او با همکاری با دوستان خویش بالاخص قاسم غنی در تصحیح تاریخ بیهقی و تألیف عصر حافظ فعالیت داشت و همچنین در نوشتن کتابی با عنوان تاریخ مشهد نیز فعالیت کرد که به چاپ نرسید. در مقدمهٔ کتاب تاریخ بیهقی که پس از درگذشت او به چاپ رسید مقالهٔ محققانه‌ای از وی با عنوان نسخه‌های خطی تاریخ بیهقی به چاپ رسیده‌است.
او همچنین دو کتاب دربارهٔ زنبور عسل و دوربین عکاسی نیز نوشت.

## آثار
- تاریخ اسلام[۳][۴] (۱۳۲۷)
- تاریخ بیهقی (۱۳۵۰)